# خسرو اکمل
خسرو اکمل (زاده ۱۳۱۳ در تهران – درگذشته ۳۱ فرودین ۱۳۹۸) سیاستمدار ایرانی بود. وی از پایه‌گذاران و دبیرکل حزب مشروطه ایران بود.
وی واپسین سفیر ایران در استرالیا در زمان شاهنشاهی پهلوی بود. دبیراول سفارت ایران در واشینگتن، مدیر تشریفات دربار شاهنشاهی و دستیار اردشیر زاهدی نیز بود.

## زندگی‌نامه و فعالیت
خسرو اکمل در سال ۱۳۱۳ در تهران به‌دنیا آمد. وی دوران دبیرستانش را در دبیرستان علمیه حقوق گذارند؛ و سپس در رشته علوم سیاسی و اقتصادی دانشگاه تهران تحصیل کرد و پس از دریافت لیسانس در رشته علوم سیاسی، دکترای خود را نیز دریافت کرد. او دوره فوق دکترا را در دانشگاه جانز هاپکینز گذرانده‌بود.

## درگذشت
خسرو اکمل در ۲۰ آوریل ۲۰۱۹، در سن ۸۴ سالگی در واشینگتن درگذشت. رضا پهلوی، فرح پهلوی و نیز حزب مشروطه ایران درگذشت او را تسلیت گفتند.